# Huh Mi-mi
Dans ce nom coréen, le nom de famille, Huh, précède le nom personnel.
Huh Mi-mi (en coréen : 허미미), née le 19 décembre 2002 à Tokyo, est une judoka sud-coréenne.

## Biographie
Elle étudie à Tokyo à l'Université Waseda en faculté de sciences du sport tout en s'entraînant en parallèle à Séoul au sein du Jincheon National Training Center (en). Bien qu'ayant de par sa naissance la nationalité japonaise, elle fait le choix de concourir pour la Corée du sud, pays d'origine de sa grand-mère et dont son père possède la nationalité. Elle renonce à sa nationalité japonaise à ses 21 ans, et s'installe en Corée du sud bien que ne parlant que très peu la langue à ses débuts.
Elle participe aux championnats du monde junior 2019 où elle termine 5e dans la catégorie des moins de 57 kg en s'inclinant en demi-finale face à Eteri Liparteliani.
Elle fait des débuts en 2022 sur le parcours sénior international à la saison 2019 où elle compte deux victoires en Grand Chelem à Tbilissi et à Abu Dhabi. Elle est battue aux championnats du monde de 2022 en demi-finale face à Haruka Funakubo et dans le match pour la médaille de bronze face à Lkhagvatogoogiin Enkhriilen (en).
Aux championnats du monde de 2023, c'est presque le même scénario avec une cinquième place à la suite d'une défaite en quart face à la Japonaise Funakubo puis repêchée pour le bronze et défaite par la Mongole Enkhriilen. Elle décroche le bronze au Grand Chelem d'Oulan-Bator en 2023 ainsi que la médaille d'or aux Jeux mondiaux universitaires d’été de Chengdu qui ont lieu en août 2023.
À 22 ans, Huh devient vice-championne d’Asie 2024 ; lors des Championnats du monde en mai 2024, elle accède à la finale et bat la Canadienne Christa Deguchi, tenante du titre, après prolongation pour son premier titre.

## Palmarès

### Compétitions internationales
| Année | Compétition           | Lieu      | Résultat | Catégorie         |
| ----- | --------------------- | --------- | -------- | ----------------- |
| 2023  | Universiade d'été     | Chengdu   | 1re      | Moins de 57 kg    |
| 2023  | Universiade d'été     | Chengdu   | 3e       | Par équipes       |
| 2024  | Championnats d'Asie   | Hong Kong | 2e       | Moins de 57 kg    |
| 2024  | Championnats du monde | Abou Dabi | 1re      | Moins de 57 kg    |
| 2024  | Jeux olympiques       | Paris     | 2e       | Moins de 57 kg    |
| 2024  | Jeux olympiques       | Paris     | 3e       | Par équipes mixte |
| 2025  | Championnats du monde | Budapest  | 2e       | Par équipes mixte |

### Masters mondial, Tournois Grand Chelem et Grand Prix
| Année | Compétition     | Lieu        | Résultat | Catégorie      |
| ----- | --------------- | ----------- | -------- | -------------- |
| 2022  | Grand Chelem    | Tbilissi    | 1re      | Moins de 57 kg |
| 2022  | Grand Chelem    | Abu Dhabi   | 1re      | Moins de 57 kg |
| 2022  | Masters mondial | Jérusalem   | 3e       | Moins de 57 kg |
| 2023  | Grand Prix      | Almada      | 1re      | Moins de 57 kg |
| 2023  | Grand Chelem    | Oulan-Bator | 3e       | Moins de 57 kg |
| 2023  | Grand Prix      | Perth       | 1re      | Moins de 57 kg |
| 2024  | Grand Prix      | Odivelas    | 1re      | Moins de 57 kg |